# Oddington (Gloucestershire)
Pour les articles homonymes, voir Oddington.
Oddington est une paroisse civile et un village du Gloucestershire, en Angleterre.